# Paolo Lampredi
Paolo Lampredi (5 aprile 1976) è un ex sciatore alpino italiano.

## Biografia
Specialista delle prove veloci originario di Selva di Val Gardena, esordì in Coppa Europa il 7 marzo 1995 a Saalbach-Hinterglemm, classificandosi 7º in discesa libera: tale piazzamento sarebbe rimasto il migliore di Lampredi nel circuito continentale. Nella stessa stagione ai Mondiali juniores di Voss vinse la medaglia di bronzo nella medesima specialità. In Coppa del Mondo disputò due gare, la discese libere di Wengen del 16 gennaio 1999 e della Val Gardena del 17 dicembre dello stesso anno (ultima gara della sua carriera), piazzandosi rispettivamente al 41º e al 51º posto; non prese parte a rassegne olimpiche o iridate.

## Palmarès

### Mondiali juniores
- 1 medaglia:
  - 1 bronzo (discesa libera a Voss 1995)

### Campionati italiani
- 1 medaglia[1]:
  - 1 argento (supergigante nel 1998)